# Yanmar Diesel Soccer Club 1971
Questa voce raccoglie le informazioni riguardanti lo Yanmar Diesel Soccer Club nelle competizioni ufficiali della stagione 1971

## Stagione
Trascinato dall'accoppiata Kamamoto-Yoshimura (che mise a segno 19 gol complessivi), lo Yanmar Diesel vinse la settima edizione della Japan Soccer League senza incontrare particolari difficoltà, mantenendo un rendimento costante che gli permise di ottenere il titolo nazionale in anticipo rispetto alla conclusione del torneo. La vittoria del campionato permise alla squadra di disputare la Coppa dell'Imperatore, dove perse la finale contro il Mitsubishi Heavy Industries.

## Maglie e sponsor
Venne ripristinato il colore rosso delle divise.
| Manica sinistra · Maglietta · Manica destra · Pantaloncini · Calzettoni |

## Rosa
| N. |                     | Ruolo | Calciatore         |
| -- | ------------------- | ----- | ------------------ |
| 1  | Giappone (bandiera) | P     | Nobuhiro Nishikata |
| 2  | Giappone (bandiera) | C     | Shigeru Kitamura   |
| 3  | Giappone (bandiera) | C     | Takenobu Abe       |
| 4  | Giappone (bandiera) | D     | Masahiro Hamatama  |
| 5  | Giappone (bandiera) | C     | Bunji Kimura       |
| 6  | Giappone (bandiera) |       | Yoji Mizuguchi     |
| 7  | Giappone (bandiera) | C     | Eizō Yuguchi       |
| 8  | Giappone (bandiera) | C     | Daishirō Yoshimura |
| 9  | Giappone (bandiera) | A     | Kunishige Kamamoto |
| 10 | Giappone (bandiera) | C     | Yoshikawa          |
| 11 | Giappone (bandiera) | A     | Kuniya Mita        |
| 12 | Giappone (bandiera) |       | Kamai              |

| N. |                     | Ruolo | Calciatore             |
| -- | ------------------- | ----- | ---------------------- |
| 13 | Giappone (bandiera) | A     | Hiroji Imamura         |
| 14 | Brasile (bandiera)  | D     | Dorival Carlos Esteves |
| 15 | Giappone (bandiera) |       | Yutaka Tagami          |
| 16 | Giappone (bandiera) | D     | Yushi Matsumura        |
| 17 | Giappone (bandiera) | D     | Toshinori Tagami       |
| 18 | Giappone (bandiera) | A     | Shinichi Noda          |
| 19 | Giappone (bandiera) | D     | Toshio Mizuguchi       |
| 20 | Giappone (bandiera) |       | Mitsuru Bessho         |
| 21 | Giappone (bandiera) | P     | Masahiro Akasu         |
| 22 | Brasile (bandiera)  | D     | George Kobayashi       |
| 23 | Giappone (bandiera) |       | Hiroshi Kikugawa       |
| 24 | Giappone (bandiera) | A     | Yoshiharu Horii        |

## Statistiche

### Statistiche di squadra
| Competizione          | Punti | Totale | Totale | Totale | Totale | Totale | Totale | DR  |
| Competizione          | Punti | G      | V      | N      | P      | Gf     | Gs     | DR  |
| --------------------- | ----- | ------ | ------ | ------ | ------ | ------ | ------ | --- |
| Japan Soccer League   | 22    | 14     | 9      | 4      | 1      | 32     | 13     | +19 |
| Coppa dell'Imperatore | -     | 4      | 3      | 0      | 1      | 11     | 5      | +6  |
| Totale                | -     | 18     | 12     | 4      | 2      | 43     | 18     | +25 |